# Koparska biskupija
Koparska biskupija (latinski: Dioecesis Iustinopolitana, slovenski: Škofija Koper, talijanski: Diocesi di Capodistria) je biskupija Sloveniji i pripada Ljubljanskoj nadbiskupiji. Glavna katedrala posvećena je Uznesenju Marijina i nalazi se gradu Kopru. Konkatedrala posvećenba Kristu Spasitelju, smještena u Novoj Gorici. Latinsko ime biskupije, Dioecesis Iustinopolitana, dolazi prema starom nazivu za Kopar, Justinopolis koji je tako bio nazvan prema bizantskom caru Justinijanu II. 

## Povijest
Biskupija je osnovana 17. listopada 1977. izdvajanjem iz tršćanske biskupije.

## Vanjske poveznice
- | Logotip Zajedničkog poslužitelja | Zajednički poslužitelj ima još gradiva o temi Koparska biskupija |
- Službena stranica
- GCatholic.org
- Catholic Hierarchy